# Torneo Apertura 2003 Primera División 'A'
El Torneo Apertura 2003 representó la primera vuelta del ciclo futbolístico 2003-2004 en la Primera División A, fue el décimo quinto torneo corto y parte de la decimosexta temporada de la división de ascenso de México. Se celebró entre los meses de agosto y diciembre de 2003.
En esta temporada se dieron ocho cambios de equipos respecto al Clausura 2003. El Cihuatlán fue vendido a empresarios sinaloenses para ser convertido en Dorados de Sinaloa . El Atlético Yucatán se trasladó a Playa del Carmen, Quintana Roo convirtiéndose en el Inter Riviera Maya . Tras la desaparición del equipo yucateco se invitó al Nacional Tijuana a mudarse la ciudad de Mérida, lo que motivó la creación del Mérida FC . El conjunto de los Chapulineros de Oaxaca fue trasladado por sus directivos a la ciudad de Tlaxcala naciendo los Guerreros de Tlaxcala. Por su parte la Real Sociedad de Zacatecas se convirtió en Estudiantes de Santander tras la venta del club. Se dio además el ascenso de Coatzacoalcos procedentes de la Segunda División. 
Además dos equipos cambiaron de sede manteniendo identidad, Cruz Azul trasladó a su filial Cruz Azul Hidalgo a la ciudad de Oaxaca pasando a denominarse Cruz Azul Oaxaca y Tigrillos jugó este torneo en la Ciudad de México como Tigrillos Coapa. Es de destacarse además que el equipo descendido de la Primera División, los Colibríes de Morelos fue tomado por la Federación Mexicana de Fútbol como consecuencia de deudas y vendido a empresarios tijuanenses que continuaron con el proyecto de Nacional Tijuana bajo el apodo de Trotamundos .
El torneo desde el principio fue dominado por los Dorados de Sinaloa quienes heredando los antecedentes de Cihuatlán continuaron una labor que ya había sido destacada en la temporada anterior, culminando con el título del torneo en la final contra Cobras de Juárez. Mientras que los conjuntos de Coatzacoalcos. Correcaminos, Atlético Mexiquense, Zacatepec, Celaya y Tabasco, quienes complementaron la liguilla de este torneo de Apertura 2003.

## Sistema de competición
Los 20 equipos participantes se dividieron en 4 grupos de 5 equipos, juegan todos contra todos a una sola ronda, por lo que cada equipo jugó 19 partidos; al finalizar la temporada regular de 19 jornadas califican a la liguilla los 2 primeros lugares de cada grupo y los 4 mejores ubicados en la tabla general califican al repechaje de donde salen los últimos 2 equipos para la Eliminación directa.
- Fase de calificación: es la fase regular de clasificación que se integra por las 19 jornadas del torneo de aquí salen los mejores 8 equipos para la siguiente fase.

- Fase final: se sacarán o calificarán los mejores 8 de la tabla general y se organizarán los cuartos de final con el siguiente orden: 1.º vs 8.º, 2.º vs 7.º, 3.º vs 6.º y 4.º vs 5.º, siguiendo así con semifinales, y por último la final, todos los partidos de la fase final serán de ida y vuelta.

### Fase de calificación
En la fase de calificación participaron 20 clubes de la Primera División A profesional jugando todos contra todos durante las 19 jornadas respectivas, a un solo partido. 
Se observará el sistema de puntos. La ubicación en la tabla general está sujeta a lo siguiente:
- Por juego ganado se obtendrán tres puntos.
- Por juego empatado se obtendrá un punto.
- Por juego perdido no se otorgan puntos.

El orden de los clubes al final de la Fase de Calificación del Torneo corresponderá a la suma de los puntos obtenidos por cada uno de ellos y se presentará en forma descendente. Si al finalizar las 177 jornadas del Torneo, dos o más clubes estuviesen empatados en puntos, su posición en la Tabla general será determinada atendiendo a los siguientes criterios de desempate:
1. Mejor diferencia entre los goles anotados y recibidos.
2. Mayor número de goles anotados.
3. Marcadores particulares entre los clubes empatados.
4. Mayor número de goles anotados como visitante.
5. Mejor ubicación en la Tabla general de cocientes.
6. Tabla Fair Play.
7. Sorteo.

Participan por el título de Campeón de la Primera División 'A' en el Torneo Apertura 2003, automáticamente los primeros 4 lugares de cada grupo sin importar su ubicación en la tabla general calificaran, más los segundos mejores 4 lugares de cada grupo, si algún segundo lugar se ubicara bajo los primeros 8 lugares de la tabla general accederá a una fase de reclasificación contra un tercer o cuarto lugar ubicado entre los primeros ocho lugares de la tabla general. Tras la fase de reclasificación los equipos clasificados a cuartos de final por el título serán 8; estos se ordenarán según su posición general en la tabla, si alguno más bajo eliminara a uno más alto, los equipos se recorrerán según su lugar obtenido.

### Fase final
- Calificarán los mejores ocho equipos de la tabla general jugando Cuartos de final en el siguiente orden de enfrentamiento, que será el mejor contra el peor equipo

clasificado:
- 1° vs 8°
- 2° vs 7°
- 3° vs 6°
- 4° vs 5°

- En semifinales participarán los cuatro clubes vencedores de cuartos de final, reubicándolos del uno al cuatro, de acuerdo a su mejor posición en la Tabla general de clasificación al término de la jornada 19, enfrentándose 1° vs 4° y 2° vs 3°.

- Disputarán el título de Campeón del Torneo Apertura 2003 los dos clubes vencedores de la fase semifinal.

Todos los partidos de esta fase serán en formato de ida y vuelta, eligiendo siempre el club que haya quedado mejor ubicado en la Tabla general de clasificación, el horario de su partido como local.
Este torneo el club que ganara el título obtiene su derecho de ser necesario el juego de ascenso a Primera División Profesional; para que tal juego se pueda efectuar deberá haber un ganador distinto en el Torneo Clausura 2004, en caso de que el campeón vigente lograra ganar dicho campeonato, ascenderá automáticamente sin necesidad de jugar esta serie.

## Equipos participantes
En el Draft del Torneo Apertura 2003 se aprobaron siete cambios de franquicia y sede: la franquicia de Cihuatlán fue adquirida y cambió su identidad y sede a Dorados de Sinaloa; Nacional Tijuana se convirtió en Mérida FC; la Real Sociedad de Zacatecas sufrió cambio de propietarios y pasó a jugar bajo el nombre de Estudiantes de Santander; Chapulineros de Oaxaca se cambió por Guerreros de Tlaxcala; Atlético Yucatán fue sustituido por Inter Riviera Maya. En cuanto a movimientos de plaza: Cruz Azul Hidalgo se trasladó a la ciudad de Oaxaca procedentes de Ciudad Cooperativa Cruz Azul en Hidalgo; y Tigrillos se mudó a la Ciudad de México desde Saltillo. Mientras que el equipo de Nacional Tijuana se refundó bajo una nueva administración con el apodo de Trotamundos, tras haber adquirido a la Federación Mexicana de Fútbol la franquicia del descendido Colibríes de Morelos. En otro orden de ideas, Delfines de Coatzacoalcos fue el equipo que ganó el ascenso desde la Segunda División.
| Entidad Federativa | N.º | Equipos                                 |
| ------------------ | --- | --------------------------------------- |
| Guanajuato         | 2   | Celaya y León                           |
| Tamaulipas         | 2   | Correcaminos y Estudiantes de Santander |
| Jalisco            | 1   | Tapatío                                 |
| Guerrero           | 1   | Acapulco                                |
| Estado de México   | 1   | Atlético Mexiquense                     |
| Estado de Durango  | 1   | Alacranes de Durango                    |
| Yucatán            | 1   | Mérida                                  |
| Chihuahua          | 1   | Cobras Juárez                           |
| Quintana Roo       | 1   | Riviera Maya                            |
| Baja California    | 1   | Trotamundos Tijuana                     |
| Oaxaca             | 1   | Cruz Azul Oaxaca                        |
| Tabasco            | 1   | Tabasco                                 |
| Chiapas            | 1   | Tapachula                               |
| Nuevo León         | 1   | Tigrillos Coapa                         |
| Morelos            | 1   | Zacatepec                               |
| Sinaloa            | 1   | Dorados                                 |
| Veracruz           | 1   | Coatzacoalcos                           |
| Tlaxcala           | 1   | Tlaxcala                                |

| Equipo                   | Entrenador              | Ciudad                         | Estadio                    | Capacidad | Kit      | Patrocinios                 |
| ------------------------ | ----------------------- | ------------------------------ | -------------------------- | --------- | -------- | --------------------------- |
| Acapulco                 | Miguel Ángel Gómez      | Acapulco, Guerrero             | Unidad Deportiva Acapulco  | 7,000     | View     | Cerveza Corona              |
| Alacranes de Durango     | Jorge Martínez          | Durango, Durango               | Francisco Zarco            | 15,000    | Keuka    | Cerveza Carta Blanca        |
| Atlético Mexiquense      | Víctor 'Vicky' Estrada  | Toluca, Estado de México       | Nemesio Díez               | 27,000    | Atletica | Banamex, Cerveza Corona     |
| Cajeteros de Celaya      | Humberto Hernández      | Celaya, Guanajuato             | Miguel Alemán Valdés       | 23,000    | Keuka    | Cerveza Corona              |
| Coatzacoalcos            | Jorge Ramoa             | Coatzacoalcos, Veracruz        | Rafael Hernández Ochoa     | 4,800     | Pirma    | Cerveza Sol                 |
| Cobras                   | Sergio Orduña           | Ciudad Juárez, Chihuahua       | Olímpico Benito Juárez     | 22,000    | Atletica | Bimbo, Cerveza Carta Blanca |
| Correcaminos             | Octavio Becerril        | Ciudad Victoria, Tamaulipas    | Marte R. Gómez             | 18,000    | Keuka    | Cerveza Corona              |
| Cruz Azul Oaxaca         | Marco Antonio Trejo     | Oaxaca, Oaxaca                 | Benito Juárez              | 15,000    | Umbro    | Cemento Cruz Azul           |
| Dorados                  | Juan Carlos Chávez      | Culiacán, Sinaloa              | Carlos González y González | 16,000    | Marval   | Coppel, Cerveza Pacífico    |
| Estudiantes de Santander | Jorge Vantolrá          | Altamira, Tamaulipas           | Lázaro Cárdenas / Altamira | 13,500    | Ardex    | Mexicana de Aviación        |
| Inter Riviera Maya       | Zlatko Petricevic       | Playa del Carmen, Quintana Roo | Mario Villanueva Madrid    | 7,000     | Cruzeiro | Fox Sports                  |
| León                     | Carlos Reinoso          | León, Guanajuato               | Nou Camp                   | 32,000    | Lotto    | Resistol                    |
| Mérida                   | Fernando Ortiz          | Mérida, Yucatán                | Carlos Iturralde Rivero    | 18,000    | Lotto    | A.D.O, Cerveza Sol          |
| Tabasco                  | Carlos Bracamontes      | Villahermosa, Tabasco          | Olímpico de Villahermosa   | 5,000     | Lotto    | Bimbo                       |
| Tapachula                | Sergio Lira             | Tapachula, Chiapas             | Olímpico de Tapachula      | 10,000    | Garcis   | Farmacias del Ahorro        |
| Tapatío                  | Manuel Rodríguez Mitoma | Guadalajara, Jalisco           | Anacleto Macías Tolan      | 3,500     | Reebok   | -                           |
| Tigrillos Coapa          | Juan Antonio Luna       | Ciudad de México               | Azteca                     | 105,000   | Nike     | Coca Cola, Cerveza Corona   |
| Tlaxcala                 | Antonio Ascencio        | Tlaxcala, Tlaxcala             | Tlahuicole                 | 12,000    | Cruzeiro | Cerveza Corona              |
| Trotamundos Tijuana      | Carlos Turrubiates      | Tijuana, Baja California       | Cerro Colorado             | 12,800    | Jima     | Cerveza Tecate              |
| Zacatepec                | Antonio Mohamed         | Zacatepec, Morelos             | Agustín Coruco Díaz        | 15,000    | Cruzeiro | Cerveza Corona              |

## Torneo regular
| Trotamundos Tijuana | 0-1 | Coatzacoalcos            | Cerro Colorado            | 8 de agosto  | 20:00 |
| Mérida              | 1-1 | Dorados                  | Carlos Iturralde Rivero   | 8 de agosto  | 20:30 |
| Durango             | 2-1 | Cajeteros de Celaya      | Francisco Zarco           | 9 de agosto  | 17:00 |
| Tabasco             | 1-2 | Tapachula                | Olímpico de Villahermosa  | 9 de agosto  | 20:00 |
| Acapulco            | 1-2 | Atlético Mexiquense      | Unidad Deportiva Acapulco | 9 de agosto  | 20:00 |
| Cruz Azul Oaxaca    | 0-1 | Zacatepec                | Benito Juárez             | 9 de agosto  | 20:15 |
| Correcaminos        | 2-0 | Estudiantes de Santander | Marte R. Gómez            | 10 de agosto | 12:00 |
| León                | 1-0 | Cobras                   | Nou Camp                  | 10 de agosto | 12:00 |
| Tlaxcala            | 1-1 | Tapatío                  | Tlahuicole                | 10 de agosto | 15:00 |
| Tigrillos Coapa     | 1-1 | Inter Riviera Maya       | Azteca                    | 10 de agosto | 15:00 |

| Inter Riviera Maya       | 0-1 | Tabasco             | Mario Villanueva Madrid | 15 de agosto | 20:00 |
| Mérida                   | 2-0 | Durango             | Carlos Iturralde Rivero | 15 de agosto | 20:30 |
| Coatzacoalcos            | 2-0 | León                | Rafael Hernández Ochoa  | 16 de agosto | 15:30 |
| Cobras                   | 1-2 | Acapulco            | Olímpico Benito Juárez  | 16 de agosto | 17:00 |
| Zacatepec                | 2-1 | Correcaminos        | Agustín Coruco Díaz     | 16 de agosto | 17:00 |
| Celaya                   | 0-0 | Tigrillos Coapa     | Miguel Alemán Valdés    | 16 de agosto | 20:00 |
| Tapatío                  | 4-2 | Cruz Azul Oaxaca    | Anacleto Macías Tolan   | 17 de agosto | 11:00 |
| Atlético Mexiquense      | 2-4 | Dorados             | Nemesio Díez            | 17 de agosto | 12:00 |
| Tapachula                | 2-1 | Tlaxcala            | Olímpico de Tapachula   | 17 de agosto | 15:00 |
| Estudiantes de Santander | 0-1 | Trotamundos Tijuana | Lázaro Cárdenas         | 17 de agosto | 16:00 |

| Trotamundos Tijuana      | 1-0 | León                | Cerro Colorado             | 22 de agosto | 20:00 |
| Tlaxcala                 | 1-1 | Inter Riviera Maya  | Tlahuicole                 | 23 de agosto | 15:00 |
| Durango                  | 3-3 | Atlético Mexiquense | Francisco Zarco            | 23 de agosto | 17:00 |
| Acapulco                 | 0-0 | Coatzacoalcos       | Unidad Deportiva Acapulco  | 23 de agosto | 20:00 |
| Tabasco                  | 3-2 | Celaya              | Olímpico de Villahermosa   | 23 de agosto | 20:00 |
| Cruz Azul Oaxaca         | 3-1 | Tapachula           | Benito Juárez              | 23 de agosto | 20:15 |
| Dorados                  | 4-2 | Cobras              | Carlos González y González | 23 de agosto | 21:00 |
| Correcaminos             | 1-1 | Tapatío             | Marte R. Gómez             | 24 de agosto | 12:00 |
| Tigrillos Coapa          | 1-0 | Mérida              | Azteca                     | 24 de agosto | 15:00 |
| Estudiantes de Santander | 2-3 | Zacatepec           | Lázaro Cárdenas            | 24 de agosto | 16:00 |

| Inter Riviera Maya  | 4-7 | Cruz Azul Oaxaca         | Mario Villanueva Madrid | 29 de agosto | 20:00 |
| Mérida              | 2-4 | Tabasco                  | Carlos Iturralde Rivero | 29 de agosto | 20:15 |
| Tapachula           | 2-2 | Correcaminos             | Olímpico de Tapachula   | 30 de agosto | 15:00 |
| Coatzacoalcos       | 1-1 | Dorados                  | Rafael Hernández Ochoa  | 30 de agosto | 15:30 |
| Cobras              | 2-1 | Durango                  | Olímpico Benito Juárez  | 30 de agosto | 17:00 |
| Zacatepec           | 1-0 | Trotamundos Tijuana      | Agustín Coruco Díaz     | 30 de agosto | 17:00 |
| Celaya              | 4-0 | Tlaxcala                 | Miguel Alemán Valdés    | 30 de agosto | 20:00 |
| Tapatío             | 1-1 | Estudiantes de Santander | Anacleto Macías Tolan   | 31 de agosto | 11:00 |
| Atlético Mexiquense | 1-1 | Tigrillos Coapa          | Nemesio Díez            | 31 de agosto | 12:00 |
| León                | 3-3 | Acapulco                 | Nou Camp                | 31 de agosto | 12:00 |

| Tigrillos Coapa          | 2-1 | Cobras              | Azteca                     | 3 de septiembre | 15:00 |
| Estudiantes de Santander | 1-0 | Tapachula           | Lázaro Cárdenas            | 3 de septiembre | 16:00 |
| Tlaxcala                 | 1-1 | Mérida              | Tlahuicole                 | 3 de septiembre | 16:00 |
| Correcaminos             | 1-0 | Inter Riviera Maya  | Marte R. Gómez             | 3 de septiembre | 17:00 |
| Zacatepec                | 5-0 | Tapatío             | Agustín Coruco Díaz        | 3 de septiembre | 17:00 |
| Dorados                  | 4-3 | León                | Carlos González y González | 3 de septiembre | 19:00 |
| Trotamundos Tijuana      | 0-0 | Acapulco            | Cerro Colorado             | 3 de septiembre | 20:00 |
| Cruz Azul Oaxaca         | 4-1 | Celaya              | Benito Juárez              | 3 de septiembre | 20:15 |
| Tabasco                  | 1-1 | Atlético Mexiquense | Olímpico de Villahermosa   | 3 de septiembre | 20:30 |
| Durango                  | 0-3 | Coatzacoalcos       | Francisco Zarco            | 3 de septiembre | 20:30 |

| Inter Riviera Maya  | 1-1 | Estudiantes de Santander | Mario Villanueva Madrid   | 5 de septiembre | 20:00 |
| Mérida              | 3-2 | Cruz Azul Oaxaca         | Carlos Iturralde Rivero   | 5 de septiembre | 20:15 |
| Coatzacoalcos       | 0-0 | Tigrillos Coapa          | Rafael Hernández Ochoa    | 6 de septiembre | 15:30 |
| Cobras              | 1-3 | Tabasco                  | Olímpico Benito Juárez    | 6 de septiembre | 17:00 |
| Celaya              | 1-0 | Correcaminos             | Miguel Alemán Valdés      | 6 de septiembre | 20:00 |
| Acapulco            | 2-1 | Dorados                  | Unidad Deportiva Acapulco | 6 de septiembre | 20:00 |
| Tapatío             | 1-0 | Trotamundos Tijuana      | Anacleto Macías Tolan     | 7 de septiembre | 11:00 |
| León                | 3-0 | Durango                  | Nou Camp                  | 7 de septiembre | 12:00 |
| Atlético Mexiquense | 1-1 | Tlaxcala                 | Nemesio Díez              | 7 de septiembre | 12:00 |
| Tapachula           | 1-2 | Zacatepec                | Olímpico de Tapachula     | 7 de septiembre | 15:00 |

| Trotamundos Tijuana      | 0-1 | Dorados             | Cerro Colorado           | 12 de septiembre | 20:00 |
| Tlaxcala                 | 1-2 | Cobras              | Tlahuicole               | 13 de septiembre | 15:00 |
| Durango                  | 3-2 | Acapulco            | Francisco Zarco          | 13 de septiembre | 17:00 |
| Zacatepec                | 3-0 | Inter Riviera Maya  | Agustín Coruco Díaz      | 13 de septiembre | 17:00 |
| Tabasco                  | 1-1 | Coatzacoalcos       | Olímpico de Villahermosa | 13 de septiembre | 20:00 |
| Cruz Azul Oaxaca         | 5-0 | Atlético Mexiquense | Benito Juárez            | 13 de septiembre | 20:15 |
| Tapatío                  | 3-0 | Tapachula           | Anacleto Macías Tolan    | 14 de septiembre | 11:00 |
| Correcaminos             | 2-1 | Mérida              | Marte R. Gómez           | 14 de septiembre | 12:00 |
| Tigrillos Coapa          | 2-1 | León                | Azteca                   | 14 de septiembre | 15:00 |
| Estudiantes de Santander | 3-2 | Celaya              | Lázaro Cárdenas          | 14 de septiembre | 16:00 |

| Inter Riviera Maya  | 3-0 | Tapatío                  | Mario Villanueva Madrid    | 19 de septiembre | 20:00 |
| Mérida              | 1-4 | Estudiantes de Santander | Carlos Iturralde Rivero    | 19 de septiembre | 20:15 |
| Atlético Mexiquense | 3-2 | Correcaminos             | Nemesio Díez               | 20 de septiembre | 12:00 |
| Coatzacoalcos       | 2-1 | Tlaxcala                 | Rafael Hernández Ochoa     | 20 de septiembre | 15:30 |
| Cobras              | 3-2 | Cruz Azul Oaxaca         | Olímpico Benito Juárez     | 20 de septiembre | 17:00 |
| Dorados             | 4-1 | Durango                  | Carlos González y González | 20 de septiembre | 19:00 |
| Celaya              | 1-0 | Zacatepec                | Miguel Alemán Valdés       | 20 de septiembre | 20:00 |
| Acapulco            | 0-1 | Tigrillos Coapa          | Unidad Deportiva Acapulco  | 20 de septiembre | 20:00 |
| León                | 5-1 | Tabasco                  | Nou Camp                   | 21 de septiembre | 12:00 |
| Tapachula           | 0-3 | Trotamundos Tijuana      | Olímpico de Tapachula      | 21 de septiembre | 15:00 |

| Trotamundos Tijuana      | 3-1 | Durango             | Cerro Colorado           | 26 de septiembre | 20:00 |
| Tlaxcala                 | 2-2 | León                | Tlahuicole               | 27 de septiembre | 15:00 |
| Zacatepec                | 3-0 | Mérida              | Agustín Coruco Díaz      | 27 de septiembre | 17:00 |
| Tabasco                  | 1-1 | Acapulco            | Olímpico de Villahermosa | 27 de septiembre | 20:00 |
| Cruz Azul Oaxaca         | 2-1 | Coatzacoalcos       | Benito Juárez            | 27 de septiembre | 20:15 |
| Tapatío                  | 1-3 | Celaya              | Anacleto Macías Tolan    | 28 de septiembre | 11:00 |
| Correcaminos             | 1-4 | Cobras              | Marte R. Gómez           | 28 de septiembre | 12:00 |
| Tapachula                | 0-0 | Inter Riviera Maya  | Olímpico de Tapachula    | 28 de septiembre | 15:00 |
| Tigrillos Coapa          | 2-1 | Dorados             | Azteca                   | 28 de septiembre | 15:00 |
| Estudiantes de Santander | 1-2 | Atlético Mexiquense | Lázaro Cárdenas          | 28 de septiembre | 16:00 |

| Atlético Mexiquense | 3-1 | Zacatepec                | Nemesio Díez               | 1 de octubre | 15:00 |
| Cobras              | 3-1 | Estudiantes de Santander | Olímpico Benito Juárez     | 1 de octubre | 19:00 |
| Dorados             | 0-0 | Tabasco                  | Carlos González y González | 1 de octubre | 19:00 |
| Celaya              | 5-1 | Tapachula                | Miguel Alemán Valdés       | 1 de octubre | 20:00 |
| Coatzacoalcos       | 1-1 | Correcaminos             | Rafael Hernández Ochoa     | 1 de octubre | 20:00 |
| León                | 0-1 | Cruz Azul Oaxaca         | Nou Camp                   | 1 de octubre | 20:00 |
| Inter Riviera Maya  | 2-1 | Trotamundos Tijuana      | Mario Villanueva Madrid    | 1 de octubre | 20:00 |
| Acapulco            | 3-1 | Tlaxcala                 | Unidad Deportiva Acapulco  | 1 de octubre | 20:00 |
| Mérida              | 2-1 | Tapatío                  | Carlos Iturralde Rivero    | 1 de octubre | 20:15 |
| Durango             | 0-0 | Tigrillos Coapa          | Francisco Zarco            | 1 de octubre | 20:30 |

| Inter Riviera Maya       | 1-3 | Celaya              | Mario Villanueva Madrid  | 3 de octubre | 20:00 |
| Trotamundos Tijuana      | 2-2 | Tigrillos Coapa     | Cerro Colorado           | 3 de octubre | 20:00 |
| Tlaxcala                 | 1-1 | Dorados             | Tlahuicole               | 4 de octubre | 15:00 |
| Tapachula                | 2-2 | Mérida              | Olímpico de Tapachula    | 4 de octubre | 15:00 |
| Zacatepec                | 2-0 | Cobras              | Agustín Coruco Díaz      | 4 de octubre | 17:00 |
| Tabasco                  | 3-2 | Durango             | Olímpico de Villahermosa | 4 de octubre | 20:00 |
| Cruz Azul Oaxaca         | 0-2 | Acapulco            | Benito Juárez            | 4 de octubre | 20:15 |
| Tapatío                  | 1-0 | Atlético Mexiquense | Anacleto Macías Tolan    | 5 de octubre | 11:00 |
| Correcaminos             | 3-0 | León                | Marte R. Gómez           | 5 de octubre | 12:00 |
| Estudiantes de Santander | 1-0 | Coatzacoalcos       | Lázaro Cárdenas          | 5 de octubre | 16:00 |

| Mérida              | 3-0 | Inter Riviera Maya       | Carlos Iturralde Rivero    | 10 de octubre | 20:15 |
| Atlético Mexiquense | 1-0 | Tapachula                | Nemesio Díez               | 11 de octubre | 15:00 |
| Coatzacoalcos       | 1-1 | Zacatepec                | Rafael Hernández Ochoa     | 11 de octubre | 15:30 |
| Cobras              | 1-0 | Tapatío                  | Olímpico Benito Juárez     | 11 de octubre | 17:00 |
| Dorados             | 3-1 | Cruz Azul Oaxaca         | Carlos González y González | 11 de octubre | 19:00 |
| Celaya              | 1-1 | Trotamundos Tijuana      | Miguel Alemán Valdés       | 11 de octubre | 20:00 |
| Acapulco            | 1-2 | Correcaminos             | Unidad Deportiva Acapulco  | 11 de octubre | 20:00 |
| Durango             | 3-3 | Tlaxcala                 | Francisco Zarco            | 11 de octubre | 20:30 |
| León                | 3-2 | Estudiantes de Santander | Nou Camp                   | 12 de octubre | 12:00 |
| Tigrillos Coapa     | 1-5 | Tabasco                  | Azteca                     | 12 de octubre | 15:00 |

| Trotamundos Tijuana      | 0-0 | Tabasco             | Cerro Colorado          | 17 de octubre | 20:00 |
| Inter Riviera Maya       | 0-4 | Atlético Mexiquense | Mario Villanueva Madrid | 17 de octubre | 20:00 |
| Tlaxcala                 | 1-0 | Tigrillos Coapa     | Tlahuicole              | 18 de octubre | 15:00 |
| Zacatepec                | 3-2 | León                | Agustín Coruco Díaz     | 18 de octubre | 17:00 |
| Celaya                   | 2-2 | Mérida              | Miguel Alemán Valdés    | 18 de octubre | 20:00 |
| Cruz Azul Oaxaca         | 0-1 | Durango             | Benito Juárez           | 18 de octubre | 20:15 |
| Tapatío                  | 2-3 | Coatzacoalcos       | Anacleto Macías Tolan   | 19 de octubre | 11:00 |
| Correcaminos             | 3-3 | Dorados             | Marte R. Gómez          | 19 de octubre | 12:00 |
| Tapachula                | 1-2 | Cobras              | Olímpico de Tapachula   | 19 de octubre | 15:00 |
| Estudiantes de Santander | 1-0 | Acapulco            | Altamira                | 19 de octubre | 16:00 |

| Mérida              | 1-0 | Trotamundos Tijuana      | Carlos Iturralde Rivero    | 24 de octubre | 20:15 |
| Atlético Mexiquense | 1-2 | Celaya                   | Nemesio Díez               | 25 de octubre | 15:00 |
| Coatzacoalcos       | 1-0 | Tapachula                | Rafael Hernández Ochoa     | 25 de octubre | 15:30 |
| Cobras              | 5-1 | Inter Riviera Maya       | Olímpico Benito Juárez     | 25 de octubre | 17:00 |
| Dorados             | 2-1 | Estudiantes de Santander | Carlos González y González | 25 de octubre | 19:00 |
| Tabasco             | 3-1 | Tlaxcala                 | Olímpico de Villahermosa   | 25 de octubre | 20:00 |
| Acapulco            | 2-3 | Zacatepec                | Unidad Deportiva Acapulco  | 25 de octubre | 20:00 |
| Durango             | 3-2 | Correcaminos             | Francisco Zarco            | 25 de octubre | 20:30 |
| León                | 2-2 | Tapatío                  | Nou Camp                   | 26 de octubre | 12:00 |
| Tigrillos Coapa     | 0-1 | Cruz Azul Oaxaca         | Azteca                     | 26 de octubre | 15:00 |

| Tapachula                | 4-5 | León                | Olímpico de Tapachula   | 29 de octubre | 15:00 |
| Estudiantes de Santander | 1-0 | Durango             | Altamira                | 29 de octubre | 16:00 |
| Tapatío                  | 0-2 | Acapulco            | Anacleto Macías Tolan   | 29 de octubre | 16:00 |
| Zacatepec                | 2-2 | Dorados             | Agustín Coruco Díaz     | 29 de octubre | 17:00 |
| Correcaminos             | 0-0 | Tigrillos Coapa     | Marte R. Gómez          | 29 de octubre | 17:00 |
| Celaya                   | 1-0 | Cobras              | Miguel Alemán Valdés    | 29 de octubre | 20:00 |
| Trotamundos Tijuana      | 5-1 | Tlaxcala            | Cerro Colorado          | 29 de octubre | 20:00 |
| Inter Riviera Maya       | 1-1 | Coatzacoalcos       | Mario Villanueva Madrid | 29 de octubre | 20:00 |
| Cruz Azul Oaxaca         | 0-2 | Tabasco             | Benito Juárez           | 29 de octubre | 20:15 |
| Mérida                   | 2-0 | Atlético Mexiquense | Carlos Iturralde Rivero | 29 de octubre | 20:15 |

| Tlaxcala            | 1-1 | Cruz Azul Oaxaca         | Tlahuicole                 | 1 de noviembre | 15:00 |
| Coatzacoalcos       | 4-2 | Celaya                   | Rafael Hernández Ochoa     | 1 de noviembre | 15:30 |
| Cobras              | 2-0 | Mérida                   | Olímpico Benito Juárez     | 1 de noviembre | 17:00 |
| Dorados             | 4-0 | Tapatío                  | Carlos González y González | 1 de noviembre | 19:00 |
| Acapulco            | 2-1 | Tapachula                | Unidad Deportiva Acapulco  | 1 de noviembre | 20:00 |
| Tabasco             | 2-1 | Correcaminos             | Olímpico de Villahermosa   | 1 de noviembre | 20:00 |
| Durango             | 1-1 | Zacatepec                | Francisco Zarco            | 1 de noviembre | 20:30 |
| León                | 2-2 | Inter Riviera Maya       | Nou Camp                   | 2 de noviembre | 12:00 |
| Atlético Mexiquense | 5-0 | Trotamundos Tijuana      | Nemesio Díez               | 2 de noviembre | 12:00 |
| Tigrillos Coapa     | 2-1 | Estudiantes de Santander | Azteca                     | 2 de noviembre | 15:00 |

| Trotamundos Tijuana      | 1-1 | Cruz Azul Oaxaca | Cerro Colorado          | 7 de noviembre | 20:00 |
| Inter Riviera Maya       | 1-2 | Acapulco         | Mario Villanueva Madrid | 7 de noviembre | 20:00 |
| Mérida                   | 1-2 | Coatzacoalcos    | Carlos Iturralde Rivero | 7 de noviembre | 20:15 |
| Atlético Mexiquense      | 0-3 | Cobras           | Nemesio Díez            | 8 de noviembre | 15:00 |
| Zacatepec                | 3-3 | Tigrillos Coapa  | Agustín Coruco Díaz     | 8 de noviembre | 17:00 |
| Celaya                   | 1-0 | León             | Miguel Alemán Valdés    | 8 de noviembre | 20:00 |
| Tapatío                  | 0-1 | Durango          | Anacleto Macías Tolan   | 9 de noviembre | 11:00 |
| Correcaminos             | 3-0 | Tlaxcala         | Marte R. Gómez          | 9 de noviembre | 12:00 |
| Tapachula                | 2-3 | Dorados          | Olímpico de Tapachula   | 9 de noviembre | 15:00 |
| Estudiantes de Santander | 1-1 | Tabasco          | Altamira                | 9 de noviembre | 16:00 |

| Trotamundos Tijuana | 1-2 | Cobras                   | Cerro Colorado             | 14 de noviembre | 20:00 |
| Tlaxcala            | 1-0 | Estudiantes de Santander | Tlahuicole                 | 15 de noviembre | 15:00 |
| Coatzacoalcos       | 1-0 | Atlético Mexiquense      | Rafael Hernández Ochoa     | 15 de noviembre | 15:30 |
| Dorados             | 3-0 | Inter Riviera Maya       | Carlos González y González | 15 de noviembre | 19:00 |
| Acapulco            | 0-2 | Celaya                   | Unidad Deportiva Acapulco  | 15 de noviembre | 20:00 |
| Tabasco             | 1-3 | Zacatepec                | Olímpico de Villahermosa   | 15 de noviembre | 20:00 |
| Cruz Azul Oaxaca    | 0-1 | Correcaminos             | Benito Juárez              | 15 de noviembre | 20:15 |
| Durango             | 1-0 | Tapachula                | Francisco Zarco            | 15 de noviembre | 20:30 |
| León                | 3-4 | Mérida                   | Nou Camp                   | 16 de noviembre | 12:00 |
| Tigrillos Coapa     | 4-3 | Tapatío                  | Azteca                     | 16 de noviembre | 15:00 |

| Inter Riviera Maya       | 0-2 | Durango             | Mario Villanueva Madrid | 21 de noviembre | 20:00 |
| Mérida                   | 1-1 | Acapulco            | Carlos Iturralde Rivero | 21 de noviembre | 20:15 |
| Atlético Mexiquense      | 3-1 | León                | Nemesio Díez            | 22 de noviembre | 15:00 |
| Cobras                   | 2-1 | Coatzacoalcos       | Olímpico Benito Juárez  | 22 de noviembre | 17:00 |
| Zacatepec                | 2-1 | Tlaxcala            | Agustín Coruco Díaz     | 22 de noviembre | 17:00 |
| Celaya                   | 4-1 | Dorados             | Miguel Alemán Valdés    | 22 de noviembre | 19:00 |
| Tapatío                  | 1-2 | Tabasco             | Anacleto Macías Tolan   | 23 de noviembre | 11:00 |
| Correcaminos             | 7-1 | Trotamundos Tijuana | Marte R. Gómez          | 23 de noviembre | 12:00 |
| Tapachula                | 2-1 | Tigrillos Coapa     | Olímpico de Tapachula   | 23 de noviembre | 15:00 |
| Estudiantes de Santander | 3-4 | Cruz Azul Oaxaca    | Altamira                | 23 de noviembre | 16:00 |

## Grupos

### Grupo 1
| Pos. | Equipo                   | Pts. | PJ | G | E | P  | GF | GC | Dif. | Clasificación                   |
| ---- | ------------------------ | ---- | -- | - | - | -- | -- | -- | ---- | ------------------------------- |
| 1    | Atlético Mexiquense      | 28   | 19 | 8 | 4 | 7  | 32 | 31 | +1   | Cuartos de final de la liguilla |
| 2    | Mérida                   | 24   | 19 | 6 | 6 | 7  | 29 | 32 | −3   | Reclasificación a liguilla      |
| 3    | Estudiantes de Santander | 21   | 19 | 6 | 3 | 10 | 25 | 29 | −4   |                                 |
| 4    | Trotamundos Tijuana      | 20   | 19 | 5 | 5 | 9  | 20 | 27 | −7   |                                 |
| 5    | Tlaxcala                 | 14   | 19 | 2 | 8 | 9  | 19 | 36 | −17  |                                 |

 Fuente: [cita requerida]

### Grupo 2
| Pos. | Equipo           | Pts. | PJ | G | E | P  | GF | GC | Dif. | Clasificación                   |
| ---- | ---------------- | ---- | -- | - | - | -- | -- | -- | ---- | ------------------------------- |
| 1    | Correcaminos UAT | 29   | 19 | 8 | 5 | 6  | 35 | 25 | +10  | Cuartos de final de la liguilla |
| 2    | Tigrillos Coapa  | 29   | 19 | 7 | 8 | 4  | 23 | 23 | 0    | Reclasificación a liguilla      |
| 3    | Cruz Azul Oaxaca | 26   | 19 | 8 | 2 | 9  | 36 | 32 | +4   |                                 |
| 4    | Durango          | 26   | 19 | 7 | 5 | 7  | 27 | 33 | −6   |                                 |
| 5    | Tapatío          | 16   | 19 | 4 | 4 | 11 | 21 | 37 | −16  |                                 |

 Fuente: [cita requerida]

### Grupo 3
| Pos. | Equipo             | Pts. | PJ | G  | E | P  | GF | GC | Dif. | Clasificación                   |
| ---- | ------------------ | ---- | -- | -- | - | -- | -- | -- | ---- | ------------------------------- |
| 1    | Zacatepec          | 40   | 19 | 12 | 4 | 3  | 38 | 21 | +17  | Cuartos de final de la liguilla |
| 2    | Cobras             | 36   | 19 | 12 | 0 | 7  | 36 | 25 | +11  | Cuartos de final de la liguilla |
| 3    | Coatzacoalcos      | 34   | 19 | 9  | 7 | 3  | 26 | 16 | +10  | Reclasificación a liguilla      |
| 4    | León               | 20   | 19 | 6  | 4 | 9  | 36 | 37 | −1   |                                 |
| 5    | Inter Riviera Maya | 12   | 19 | 2  | 6 | 11 | 19 | 41 | −22  |                                 |

 Fuente: [cita requerida]

### Grupo 4
| Pos. | Equipo                | Pts. | PJ | G  | E | P  | GF | GC | Dif. | Clasificación                   |
| ---- | --------------------- | ---- | -- | -- | - | -- | -- | -- | ---- | ------------------------------- |
| 1    | Dorados (C)           | 36   | 19 | 10 | 6 | 3  | 43 | 28 | +15  | Cuartos de final de la liguilla |
| 2    | Celaya                | 36   | 19 | 11 | 3 | 5  | 38 | 24 | +14  | Cuartos de final de la liguilla |
| 3    | Tabasco               | 36   | 19 | 10 | 6 | 3  | 35 | 25 | +10  | Reclasificación a liguilla      |
| 4    | Acapulco              | 26   | 19 | 7  | 5 | 7  | 26 | 24 | +2   |                                 |
| 5    | Jaguares de Tapachula | 12   | 19 | 3  | 3 | 13 | 21 | 39 | −18  |                                 |

 Fuente: [cita requerida]

## Tabla general
| Pos. | Equipo                   | Pts. | PJ | G  | E | P  | GF | GC | Dif. | Clasificación                   |
| ---- | ------------------------ | ---- | -- | -- | - | -- | -- | -- | ---- | ------------------------------- |
| 1    | Zacatepec                | 40   | 19 | 12 | 4 | 3  | 38 | 21 | +17  | Cuartos de final de la liguilla |
| 2    | Dorados (C)              | 36   | 19 | 10 | 6 | 3  | 43 | 28 | +15  | Cuartos de final de la liguilla |
| 3    | Celaya                   | 36   | 19 | 11 | 3 | 5  | 38 | 24 | +14  | Cuartos de final de la liguilla |
| 4    | Cobras                   | 36   | 19 | 12 | 0 | 7  | 36 | 25 | +11  | Cuartos de final de la liguilla |
| 5    | Tabasco                  | 36   | 19 | 10 | 6 | 3  | 35 | 25 | +10  | Reclasificación a liguilla      |
| 6    | Coatzacoalcos            | 34   | 19 | 9  | 7 | 3  | 26 | 16 | +10  | Reclasificación a liguilla      |
| 7    | Correcaminos UAT         | 29   | 19 | 8  | 5 | 6  | 35 | 25 | +10  | Cuartos de final de la liguilla |
| 8    | Tigrillos Coapa          | 29   | 19 | 7  | 8 | 4  | 23 | 23 | 0    | Reclasificación a liguilla      |
| 9    | Atlético Mexiquense      | 28   | 19 | 8  | 4 | 7  | 32 | 31 | +1   | Cuartos de final de la liguilla |
| 10   | Cruz Azul Oaxaca         | 26   | 19 | 8  | 2 | 9  | 36 | 32 | +4   |                                 |
| 11   | Acapulco                 | 26   | 19 | 7  | 5 | 7  | 26 | 24 | +2   |                                 |
| 12   | Durango                  | 26   | 19 | 7  | 5 | 7  | 27 | 33 | −6   |                                 |
| 13   | Mérida                   | 24   | 19 | 6  | 6 | 7  | 29 | 32 | −3   | Reclasificación a liguilla      |
| 14   | Estudiantes de Santander | 21   | 19 | 6  | 3 | 10 | 25 | 29 | −4   |                                 |
| 15   | León                     | 20   | 19 | 6  | 4 | 9  | 36 | 37 | −1   |                                 |
| 16   | Trotamundos Tijuana      | 20   | 19 | 5  | 5 | 9  | 20 | 27 | −7   |                                 |
| 17   | Tapatío                  | 16   | 19 | 4  | 4 | 11 | 21 | 37 | −16  |                                 |
| 18   | Tlaxcala                 | 14   | 19 | 2  | 8 | 9  | 19 | 36 | −17  |                                 |
| 19   | Jaguares de Tapachula    | 12   | 19 | 3  | 3 | 13 | 21 | 39 | −18  |                                 |
| 20   | Inter Riviera Maya       | 12   | 19 | 2  | 6 | 11 | 19 | 41 | −22  |                                 |

 Fuente: [cita requerida]

## Tabla (Porcentual)
| Pos. | Equipo              | PJ | Pts | Dif. | Cociente |
| ---- | ------------------- | -- | --- | ---- | -------- |
| 16.  | Mérida              | 94 | 112 | -19  | 1.1915   |
| 17.  | Cruz Azul Oaxaca    | 94 | 111 | -14  | 1.1809   |
| 18.  | Acapulco            | 94 | 108 | -24  | 1.1489   |
| 19.  | Trotamundos Tijuana | 19 | 20  | -7   | 1.0526   |
| 20.  | Tapachula           | 94 | 94  | -56  | 1.0000   |

     Desciende a Segunda División

## Reclasificación
| 26 de noviembre, 12:00 | Tigrillos Coapa | 1 - 1 | Coatzacoalcos | Estadio Azteca, Ciudad de México |  |

| 29 de noviembre 15:30                                                       | Coatzacoalcos | 0 - 0 | Tigrillos Coapa | Estadio Rafael Hernández Ochoa, Coatzacoalcos |  |
| Coatzacoalcos avanzó 1-1 global a cuartos de final por posición en la tabla |               |       |                 |                                               |  |

| 26 de noviembre, 20:45 | Mérida F.C. | 0 - 2 | Tabasco | Estadio Carlos Iturralde Rivero, Mérida |  |

| 29 de noviembre 16:00           | Tabasco | 2 - 3 | Mérida F.C. | Estadio Olímpico de Villahermosa, Villahermosa |  |
| Tabasco avanzó 4-3 en el global |         |       |             |                                                |  |

## Liguilla
|  | Reclasificación                                                | Reclasificación                                                | Reclasificación                                                | Reclasificación                                                | Reclasificación                                                |   |   | Cuartos de final                                             | Cuartos de final                                             | Cuartos de final                                             | Cuartos de final                                             | Cuartos de final                                             |   |  | Semifinales                                                    | Semifinales                                                    | Semifinales                                                    | Semifinales                                                    | Semifinales                                                    |  |   | Final                                                          | Final                                                          | Final                                                          | Final                                                          | Final                                                          |  |
|  | 26 de noviembre de 2003 (ida) 29 de noviembre de 2003 (vuelta) | 26 de noviembre de 2003 (ida) 29 de noviembre de 2003 (vuelta) | 26 de noviembre de 2003 (ida) 29 de noviembre de 2003 (vuelta) | 26 de noviembre de 2003 (ida) 29 de noviembre de 2003 (vuelta) | 26 de noviembre de 2003 (ida) 29 de noviembre de 2003 (vuelta) |   |   | 3 de diciembre de 2003 (ida) 6 de diciembre de 2003 (vuelta) | 3 de diciembre de 2003 (ida) 6 de diciembre de 2003 (vuelta) | 3 de diciembre de 2003 (ida) 6 de diciembre de 2003 (vuelta) | 3 de diciembre de 2003 (ida) 6 de diciembre de 2003 (vuelta) | 3 de diciembre de 2003 (ida) 6 de diciembre de 2003 (vuelta) |   |  | 10 de diciembre de 2003 (ida) 13 de diciembre de 2003 (vuelta) | 10 de diciembre de 2003 (ida) 13 de diciembre de 2003 (vuelta) | 10 de diciembre de 2003 (ida) 13 de diciembre de 2003 (vuelta) | 10 de diciembre de 2003 (ida) 13 de diciembre de 2003 (vuelta) | 10 de diciembre de 2003 (ida) 13 de diciembre de 2003 (vuelta) |  |   | 17 de diciembre de 2003 (ida) 20 de diciembre de 2003 (vuelta) | 17 de diciembre de 2003 (ida) 20 de diciembre de 2003 (vuelta) | 17 de diciembre de 2003 (ida) 20 de diciembre de 2003 (vuelta) | 17 de diciembre de 2003 (ida) 20 de diciembre de 2003 (vuelta) | 17 de diciembre de 2003 (ida) 20 de diciembre de 2003 (vuelta) |  |
|  |                                                                |                                                                |                                                                |                                                                |                                                                |   |   |                                                              |                                                              |                                                              |                                                              |                                                              |   |  |                                                                |                                                                |                                                                |                                                                |                                                                |  |   |                                                                |                                                                |                                                                |                                                                |                                                                |  |
|  |                                                                |                                                                |                                                                |                                                                |                                                                |   |   |                                                              |                                                              |                                                              |                                                              |                                                              |   |  |                                                                |                                                                |                                                                |                                                                |                                                                |  |   |                                                                |                                                                |                                                                |                                                                |                                                                |  |
|  |                                                                |                                                                |                                                                |                                                                |                                                                |   |   |                                                              |                                                              |                                                              |                                                              |                                                              |   |  |                                                                |                                                                |                                                                |                                                                |                                                                |  |   |                                                                |                                                                |                                                                |                                                                |                                                                |  |
|  |                                                                |                                                                |                                                                |                                                                |                                                                |   |   |                                                              |                                                              |                                                              |                                                              |                                                              |   |  |                                                                |                                                                |                                                                |                                                                |                                                                |  |   |                                                                |                                                                |                                                                |                                                                |                                                                |  |
|  |                                                                |                                                                |                                                                |                                                                |                                                                |   |   |                                                              |                                                              |                                                              |                                                              |                                                              |   |  |                                                                |                                                                |                                                                |                                                                |                                                                |  |   |                                                                |                                                                |                                                                |                                                                |                                                                |  |
|  |                                                                | 2                                                              | Dorados                                                        | 2                                                              | 2                                                              | 4 |   |                                                              |                                                              |                                                              |                                                              |                                                              |   |  |                                                                |                                                                |                                                                |                                                                |                                                                |  |   |                                                                |                                                                |                                                                |                                                                |                                                                |  |
|  |                                                                |                                                                |                                                                |                                                                |                                                                | 4 |   |                                                              |                                                              |                                                              |                                                              |                                                              |   |  |                                                                |                                                                |                                                                |                                                                |                                                                |  |   |                                                                |                                                                |                                                                |                                                                |                                                                |  |
|  |                                                                |                                                                | 7                                                              | Correcaminos UAT                                               | 1                                                              | 1 | 2 |                                                              |                                                              |                                                              |                                                              |                                                              |   |  |                                                                |                                                                |                                                                |                                                                |                                                                |  |   |                                                                |                                                                |                                                                |                                                                |                                                                |  |
|  |                                                                |                                                                | 7                                                              | Correcaminos UAT                                               | 1                                                              | 1 | 2 |                                                              |                                                              |                                                              |                                                              |                                                              |   |  |                                                                |                                                                |                                                                |                                                                |                                                                |  |   |                                                                |                                                                |                                                                |                                                                |                                                                |  |
|  |                                                                |                                                                |                                                                |                                                                |                                                                |   |   |                                                              |                                                              |                                                              |                                                              |                                                              |   |  |                                                                |                                                                |                                                                |                                                                |                                                                |  |   |                                                                |                                                                |                                                                |                                                                |                                                                |  |
|  |                                                                |                                                                |                                                                |                                                                |                                                                |   |   |                                                              |                                                              |                                                              |                                                              |                                                              |   |  |                                                                |                                                                |                                                                |                                                                |                                                                |  |   |                                                                |                                                                |                                                                |                                                                |                                                                |  |
|  |                                                                |                                                                |                                                                |                                                                |                                                                |   |   |                                                              | 2                                                            | Dorados (*)                                                  | 1                                                            | 1                                                            | 2 |  |                                                                |                                                                |                                                                |                                                                |                                                                |  |   |                                                                |                                                                |                                                                |                                                                |                                                                |  |
|  |                                                                |                                                                |                                                                |                                                                |                                                                |   |   |                                                              |                                                              |                                                              |                                                              |                                                              | 2 |  |                                                                |                                                                |                                                                |                                                                |                                                                |  |   |                                                                |                                                                |                                                                |                                                                |                                                                |  |
|  |                                                                |                                                                | 3                                                              | Celaya                                                         | 2                                                              | 0 | 2 |                                                              |                                                              |                                                              |                                                              |                                                              |   |  |                                                                |                                                                |                                                                |                                                                |                                                                |  |   |                                                                |                                                                |                                                                |                                                                |                                                                |  |
|  |                                                                |                                                                | 3                                                              | Celaya                                                         | 2                                                              | 0 | 2 |                                                              |                                                              |                                                              |                                                              |                                                              |   |  |                                                                |                                                                |                                                                |                                                                |                                                                |  |   |                                                                |                                                                |                                                                |                                                                |                                                                |  |
|  |                                                                |                                                                |                                                                |                                                                |                                                                |   |   |                                                              |                                                              |                                                              |                                                              |                                                              |   |  |                                                                |                                                                |                                                                |                                                                |                                                                |  |   |                                                                |                                                                |                                                                |                                                                |                                                                |  |
|  |                                                                |                                                                |                                                                |                                                                |                                                                |   |   |                                                              |                                                              |                                                              |                                                              |                                                              |   |  |                                                                |                                                                |                                                                |                                                                |                                                                |  |   |                                                                |                                                                |                                                                |                                                                |                                                                |  |
|  |                                                                | 3                                                              | Celaya (*)                                                     | 0                                                              | 1                                                              | 1 |   |                                                              |                                                              |                                                              |                                                              |                                                              |   |  |                                                                |                                                                |                                                                |                                                                |                                                                |  |   |                                                                |                                                                |                                                                |                                                                |                                                                |  |
|  |                                                                |                                                                |                                                                |                                                                |                                                                | 1 |   |                                                              |                                                              |                                                              |                                                              |                                                              |   |  |                                                                |                                                                |                                                                |                                                                |                                                                |  |   |                                                                |                                                                |                                                                |                                                                |                                                                |  |
|  |                                                                |                                                                | 6                                                              | Coatzacoalcos                                                  | 0                                                              | 1 | 1 |                                                              |                                                              |                                                              |                                                              |                                                              |   |  |                                                                |                                                                |                                                                |                                                                |                                                                |  |   |                                                                |                                                                |                                                                |                                                                |                                                                |  |
|  | 6                                                              | Coatzacoalcos (*)                                              | 6                                                              | Coatzacoalcos                                                  | 0                                                              | 1 | 1 | 1                                                            | 0                                                            | 1                                                            |                                                              |                                                              |   |  |                                                                |                                                                |                                                                |                                                                |                                                                |  |   |                                                                |                                                                |                                                                |                                                                |                                                                |  |
|  | 6                                                              | Coatzacoalcos (*)                                              |                                                                |                                                                |                                                                |   |   |                                                              |                                                              | 1                                                            |                                                              |                                                              |   |  |                                                                |                                                                |                                                                |                                                                |                                                                |  |   |                                                                |                                                                |                                                                |                                                                |                                                                |  |
|  | 8                                                              | Tigrillos Coapa                                                | 1                                                              | 0                                                              | 1                                                              |   |   |                                                              |                                                              |                                                              |                                                              |                                                              |   |  |                                                                |                                                                |                                                                |                                                                |                                                                |  |   |                                                                |                                                                |                                                                |                                                                |                                                                |  |
|  | 8                                                              | Tigrillos Coapa                                                | 1                                                              | 0                                                              | 1                                                              |   |   |                                                              |                                                              |                                                              |                                                              |                                                              |   |  |                                                                |                                                                |                                                                |                                                                |                                                                |  | 2 | Dorados (t. s.)                                                | 2                                                              | 5                                                              | 7                                                              |                                                                |  |
|  |                                                                |                                                                |                                                                |                                                                |                                                                |   |   |                                                              |                                                              |                                                              |                                                              |                                                              |   |  |                                                                |                                                                |                                                                |                                                                |                                                                |  | 2 | Dorados (t. s.)                                                | 2                                                              | 5                                                              | 7                                                              |                                                                |  |
|  |                                                                |                                                                | 4                                                              | Cobras                                                         | 3                                                              | 3 | 6 |                                                              |                                                              |                                                              |                                                              |                                                              |   |  |                                                                |                                                                |                                                                |                                                                |                                                                |  |   |                                                                |                                                                |                                                                |                                                                |                                                                |  |
|  |                                                                |                                                                | 4                                                              | Cobras                                                         | 3                                                              | 3 | 6 |                                                              |                                                              |                                                              |                                                              |                                                              |   |  |                                                                |                                                                |                                                                |                                                                |                                                                |  |   |                                                                |                                                                |                                                                |                                                                |                                                                |  |
|  |                                                                |                                                                |                                                                |                                                                |                                                                |   |   |                                                              |                                                              |                                                              |                                                              |                                                              |   |  |                                                                |                                                                |                                                                |                                                                |                                                                |  |   |                                                                |                                                                |                                                                |                                                                |                                                                |  |
|  |                                                                |                                                                |                                                                |                                                                |                                                                |   |   |                                                              |                                                              |                                                              |                                                              |                                                              |   |  |                                                                |                                                                |                                                                |                                                                |                                                                |  |   |                                                                |                                                                |                                                                |                                                                |                                                                |  |
|  |                                                                | 1                                                              | Zacatepec (*)                                                  | 1                                                              | 2                                                              | 3 |   |                                                              |                                                              |                                                              |                                                              |                                                              |   |  |                                                                |                                                                |                                                                |                                                                |                                                                |  |   |                                                                |                                                                |                                                                |                                                                |                                                                |  |
|  |                                                                |                                                                |                                                                |                                                                |                                                                | 3 |   |                                                              |                                                              |                                                              |                                                              |                                                              |   |  |                                                                |                                                                |                                                                |                                                                |                                                                |  |   |                                                                |                                                                |                                                                |                                                                |                                                                |  |
|  |                                                                |                                                                | 9                                                              | Atlético Mexiquense                                            | 1                                                              | 2 | 3 |                                                              |                                                              |                                                              |                                                              |                                                              |   |  |                                                                |                                                                |                                                                |                                                                |                                                                |  |   |                                                                |                                                                |                                                                |                                                                |                                                                |  |
|  |                                                                |                                                                | 9                                                              | Atlético Mexiquense                                            | 1                                                              | 2 | 3 |                                                              |                                                              |                                                              |                                                              |                                                              |   |  |                                                                |                                                                |                                                                |                                                                |                                                                |  |   |                                                                |                                                                |                                                                |                                                                |                                                                |  |
|  |                                                                |                                                                |                                                                |                                                                |                                                                |   |   |                                                              |                                                              |                                                              |                                                              |                                                              |   |  |                                                                |                                                                |                                                                |                                                                |                                                                |  |   |                                                                |                                                                |                                                                |                                                                |                                                                |  |
|  |                                                                |                                                                |                                                                |                                                                |                                                                |   |   |                                                              |                                                              |                                                              |                                                              |                                                              |   |  |                                                                |                                                                |                                                                |                                                                |                                                                |  |   |                                                                |                                                                |                                                                |                                                                |                                                                |  |
|  |                                                                |                                                                |                                                                |                                                                |                                                                |   |   |                                                              | 1                                                            | Zacatepec                                                    | 0                                                            | 0                                                            | 0 |  |                                                                |                                                                |                                                                |                                                                |                                                                |  |   |                                                                |                                                                |                                                                |                                                                |                                                                |  |
|  |                                                                |                                                                |                                                                |                                                                |                                                                |   |   |                                                              |                                                              |                                                              |                                                              |                                                              | 0 |  |                                                                |                                                                |                                                                |                                                                |                                                                |  |   |                                                                |                                                                |                                                                |                                                                |                                                                |  |
|  |                                                                |                                                                | 4                                                              | Cobras                                                         | 1                                                              | 1 | 2 |                                                              |                                                              |                                                              |                                                              |                                                              |   |  |                                                                |                                                                |                                                                |                                                                |                                                                |  |   |                                                                |                                                                |                                                                |                                                                |                                                                |  |
|  |                                                                |                                                                | 4                                                              | Cobras                                                         | 1                                                              | 1 | 2 |                                                              |                                                              |                                                              |                                                              |                                                              |   |  |                                                                |                                                                |                                                                |                                                                |                                                                |  |   |                                                                |                                                                |                                                                |                                                                |                                                                |  |
|  |                                                                |                                                                |                                                                |                                                                |                                                                |   |   |                                                              |                                                              |                                                              |                                                              |                                                              |   |  |                                                                |                                                                |                                                                |                                                                |                                                                |  |   |                                                                |                                                                |                                                                |                                                                |                                                                |  |
|  |                                                                |                                                                |                                                                |                                                                |                                                                |   |   |                                                              |                                                              |                                                              |                                                              |                                                              |   |  |                                                                |                                                                |                                                                |                                                                |                                                                |  |   |                                                                |                                                                |                                                                |                                                                |                                                                |  |
|  |                                                                | 4                                                              | Cobras                                                         | 1                                                              | 4                                                              | 5 |   |                                                              |                                                              |                                                              |                                                              |                                                              |   |  |                                                                |                                                                |                                                                |                                                                |                                                                |  |   |                                                                |                                                                |                                                                |                                                                |                                                                |  |
|  |                                                                |                                                                |                                                                |                                                                |                                                                | 5 |   |                                                              |                                                              |                                                              |                                                              |                                                              |   |  |                                                                |                                                                |                                                                |                                                                |                                                                |  |   |                                                                |                                                                |                                                                |                                                                |                                                                |  |
|  |                                                                |                                                                | 5                                                              | Tabasco                                                        | 2                                                              | 1 | 3 |                                                              |                                                              |                                                              |                                                              |                                                              |   |  |                                                                |                                                                |                                                                |                                                                |                                                                |  |   |                                                                |                                                                |                                                                |                                                                |                                                                |  |
|  | 5                                                              | Tabasco                                                        | 5                                                              | Tabasco                                                        | 2                                                              | 1 | 3 | 2                                                            | 2                                                            | 4                                                            |                                                              |                                                              |   |  |                                                                |                                                                |                                                                |                                                                |                                                                |  |   |                                                                |                                                                |                                                                |                                                                |                                                                |  |
|  | 5                                                              | Tabasco                                                        |                                                                |                                                                |                                                                |   |   |                                                              |                                                              | 4                                                            |                                                              |                                                              |   |  |                                                                |                                                                |                                                                |                                                                |                                                                |  |   |                                                                |                                                                |                                                                |                                                                |                                                                |  |
|  | 13                                                             | Mérida                                                         | 0                                                              | 3                                                              | 3                                                              |   |   |                                                              |                                                              |                                                              |                                                              |                                                              |   |  |                                                                |                                                                |                                                                |                                                                |                                                                |  |   |                                                                |                                                                |                                                                |                                                                |                                                                |  |
|  | 13                                                             | Mérida                                                         | 0                                                              | 3                                                              | 3                                                              |   |   |                                                              |                                                              |                                                              |                                                              |                                                              |   |  |                                                                |                                                                |                                                                |                                                                |                                                                |  |   |                                                                |                                                                |                                                                |                                                                |                                                                |  |
|  |                                                                |                                                                |                                                                |                                                                |                                                                |   |   |                                                              |                                                              |                                                              |                                                              |                                                              |   |  |                                                                |                                                                |                                                                |                                                                |                                                                |  |   |                                                                |                                                                |                                                                |                                                                |                                                                |  |

- (*) Avanza por su posición en la tabla general.

### Cuartos de final
| 3 de diciembre de 2003, 15:00 | Atlético Mexiquense | 1:1 | Zacatepec | Estadio Nemesio Díez, Toluca |  |

| 6 de diciembre de 2003, 17:00                                                 | Zacatepec | 2:2 (3:3) | Atlético Mexiquense | Estadio Agustín Coruco Díaz, Zacatepec |  |
| Zacatepec avanzó 3-3 en el global a cuartos de final por posición en la tabla |           |           |                     |                                        |  |

| 3 de diciembre de 2003, 17:00 | Correcaminos | 1:2 | Dorados | Estadio Marte R. Gómez, Ciudad Victoria |  |

| 6 de diciembre de 2003, 19:00            | Dorados | 2:1 (4:2) | Correcaminos | Estadio Carlos González y González, Culiacán |  |
| Dorados avanza a semifinales. 4-2 Global |         |           |              |                                              |  |

| 3 de diciembre de 2003, 20:00 | Tabasco | 2:1 | Cobras | Estadio Olímpico de Villahermosa, Villahermosa |  |

| 6 de diciembre de 2003, 17:00           | Cobras | 4:1 (5:3) | Tabasco | Estadio Olímpico Benito Juárez, Ciudad Juárez |  |
| Cobras avanza a semifinales. Global 5-3 |        |           |         |                                               |  |

| 3 de diciembre de 2003, 20:30 | Coatzacoalcos | 0:0 | Celaya | Estadio Rafael Hernández Ochoa, Coatzacoalcos |  |

| 6 de diciembre de 2003, 20:00                                          | Celaya | 1:1 (1:1) | Coatzacoalcos | Estadio Miguel Alemán Valdéz, Celaya |  |
| Celaya avanza a semifinales por mejor posición en la tabla. Global 1-1 |        |           |               |                                      |  |

### Semifinales
| 10 de diciembre de 2003, 19:00 | Cobras | 1:0 | Visita | Estadio Olímpico Benito Juárez, Ciudad Juárez |  |

| 13 de diciembre de 2003, 17:00       | Zacatepec | 0:1 (0:2) | Cobras | Estadio Agustín Coruco Díaz, Zacatepec |  |
| Cobras avanza a la final. Global 2-0 |           |           |        |                                        |  |

| 10 de diciembre de 2003, 20:00 | Celaya | 2:1 | Dorados | Estadio Miguel Alemán Valdéz, Celaya |  |

| 13 de diciembre de 2003, 19:00                                       | Dorados | 1:0 (2:2) | Celaya | Estadio Carlos González y González, Culiacán |  |
| Dorados avanza a la final por mejor posición en la tabla. Global 2-2 |         |           |        |                                              |  |

### Final
| 17 de diciembre de 2003 | Cobras                                                          | 3:2 (1:1) | Dorados               | Estadio Olímpico Benito Juárez, Ciudad Juárez |  |
| 20:00 (UTC -5)          | Sergio Alberto Pérez 44' · Ángel García 51' · Carlos Fretes 86' |           | Aurelio Molina 5' 88' |                                               |  |

| 20 de diciembre de 2003 | Dorados                                                                    | 5:3 (4:3, 2:2) (t. s.)(Global 7:6) | Cobras                                                          | Estadio Carlos González y González, Culiacán |  |
| 19:00 (UTC -5)          | Álvaro González 1' · Guadalupe Castañeda 15' 113' · Héctor Giménez 55' 80' |                                    | Ricardo Martínez 17' · Carlos Fretes 40' · José Carlos Días 62' |                                              |  |

| Campeón Apertura 2003 |
| --------------------- |
| Dorados (1° título)   |

| Predecesor: Clausura 2003 | Temporadas de la Primera División 'A' de México Apertura 2003 | Sucesor: Clausura 2004 |